# Инал-Ипа
Ина́л-Ипа́ (абх. Инал-Иҧа; груз. ინალიშვილი, Иналишвили) — абхазский княжеский род.

## История
Согласно русско-американскому генеалогу К. Л. Туманову, фамилия является ветвью князей Чачба и выделилась около 1730-х годов. Однако в современной историографии эта версия не поддерживается большинством исследователей. В настоящее время преобладает теория происхождения их от Иналидов. Версия К. Л. Туманова, очевидно, основывается на путанице с грузинской формой фамилии князей Инал-ипа — Иналишвили, которую носила первая супруга царя Имерети Соломона I — Русудан, бывшая дочерью Инала Чачба, Туманов полагал, что именно этот Инал и был родоначальником князей Иналишвили — Инал-ипа, однако это ошибочное мнение.
Князья Инал-Ипа владели землями в низовьях реки Бзыбь, позднее в XVII в. от нее откололась самурзаканская ветвь, владевшая землями в селении Речху. 

Крепость у устья реки Бзыбь во владениях Инал-Ипа. Фото С. М. Прокудина-Горского, начало XX века.

## Дворянские роды-вассалы
- Блабба
- Барас
- Фирсоу

## Известные представители
- Нарчоу Инал-Ипа — крупный абхазский феодал, являлся одним из самых верных сторонников Асланбея Чачба.
  - Инал-Ипа, Ростом Нарчоуович — сын Нарчоу, воспитанник убыхского князя Хаджи Керантуха Берзек
    - Инал-ипа, Мустаабей Ростомович — сын Ростома, был помолвлен с младшей дочерью Каца Маан, погиб в 1842 г. в ходе перестрелки с абхазскими повстанцами.

  - Инал-Ипа, Тата Нарчоуовна — дочь Нарчоу, супруга Гасанбея Чачба.
- Инал-Ипа, Константин Павлович — командир кавалерийского полка, один из организаторов Красной Гвардии в Гудауте.
- Инал-Ипа, Шалва Денисович — абхазский историк и этнолог, доктор исторических наук, профессор.
  - Инал-Ипа, Адгур Шалвович — кандидат технических наук, герой Абхазской войны, кавалер ордена Леона (посмертно)[1]
  - Инал-Ипа, Арда Шалвовна — психолог, политолог, соосновательница неправительственной организации «Центр гуманитарных программ»; актриса.